# Venado, Costa Rica
Venado är en ort i Costa Rica.   Den ligger i provinsen Alajuela, i den nordvästra delen av landet, 100 km nordväst om huvudstaden San José. Venado ligger 242 meter över havet och antalet invånare är 250.
Terrängen runt Venado är kuperad. Runt Venado är det ganska glesbefolkat, med 45 invånare per kvadratkilometer. Närmaste större samhälle är La Fortuna, 14,7 km sydost om Venado. Omgivningarna runt Venado är en mosaik av jordbruksmark och naturlig växtlighet.